# Bonyhád (distrikt)
Bonyhád är ett distrikt i Ungern. Det ligger i provinsen Tolna, i den sydvästra delen av landet, 140 km söder om huvudstaden Budapest.